# Vagantské písně
Vagantské písně jsou písně nazývané podle svých autorů a interpretů – potulných středověkých studentů, jinak nazývaných vaganti. Ti si většinou sami vymýšleli text i hudbu a živili se recitováním básní a zpěvem při svatbách a slavnostech. Jména konkrétních vagantů jsou až na výjimky neznámá.
Vznikla takzvaná vagantská poezie, milostné, pijácké, posměšné i oslavné básně, většinou v latině, ale i v národních jazycích, ve čtyřverších s párovým rýmem. Nejslavnější zachované sbírky vagantské poezie jsou Carmina Cantabrigiensia (tzv. Cambridgeské básně, sbírka je nyní uložena v knihovně Cambridgeské univerzity) patrně porýnského původu z 11.–12. století a Carmina Burana z bavorského kláštera Benediktbeuern z počátku 13. století, které zhudebnil a proslavil německý skladatel Carl Orff (stejnojmenná kantáta). V české literatuře je obdobou vagantské poezie například Mastičkář, divadelní hra ze 14. století.

## Tóniny a charakter
Tyto písně byly psány pouze v církevních tóninách, které byly v té době v Čechách obvyklé. Bylo jich šest a často se pojily s charakterem textu. Existovaly různé druhy těchto písní, např. pijácké, milostné, satirické, ... Základem textu ale býval většinou vtip a zesměšňování různých věcí a lidí. Na tyto písně se podle domněnek dalo i tančit, jen málokdy byly smutného charakteru.

## Forma
Forma se vyznačovala svou bezstarostností a nepromyšleností. Nebyly zde žádné složité formy. Na melodii první sloky se dělaly variace a někdy mívala skladba nádech ronda, ale ne vždy. Spíš se melodie neopakovaly a plynuly stále dál až k závěru. Ani harmonizace se netvořila nijak složitě. Příliš se zde nevyskytovaly disonance, ale jednoduché akordy v moll, v dur a dvojhmaty.

## Interpretace
Autoři písní své výtvory hrávali sami. Běžným nástrojem byla loutna či mandolína, na kterou se hrál doprovod, a k tomu se zpívala melodická linka.

## Pijácké písně
Tento druh písní opěvoval nejčastěji víno, medovinu nebo pivo. Pijácké písně se psaly obyčejně v lydické stupnici, protože zněla lidově a vesele a také obsahovala církví zakázaný interval (zvětšenou kvartu).[zdroj?]

## Satirické písně
Tyto písně se vyznačovaly svým smyslem pro ironii. Často v nich např. otec nabádal syna, aby byl líný a o nic se nesnažil, nebo učitel povídal o špatných mravech svých žáků vagantů. Satirické písně popisují komické chování některých lidí a nelítostně je zesměšňují. Poddaní v těchto písních kritizují i své pány, na jejichž půdě pracují.

## Ukázka
Když v hospodě zasedáme, o nic my se nestaráme.
Do hry v kostky rychle jdeme, kterým stále holdujeme.
Ten, kdo rozum v pivu tratí, často bývá svlečen z gatí.